# ان‌جی‌سی ۲۴۸
ان‌جی‌سی ۲۴۸ (انگلیسی: NGC 248) یک سحابی نشری در صورت فلکی توکان و در ابر ماژلانی کوچک قرار دارد. این سحابی در سال ۱۸۳۴ توسط جان هرشل کشف شد. 